# Besomar 3210
Besomar 3210 — український дрон-перехоплювач літакового типу середньої дальності, розроблений українськими фахівцями Besomar в 2025 році. Це флагман лінійки, призначений для виявлення й знищення ворожих БпЛА, зокрема таких як "Орлан", SuperCam, ZALA, Shahed, Герань та Гербера.

## Модифікації
- Besomar 3210-N — це покращена версія призначена для повітряного патрулювання, точкового ураження, створене на базі перевіреної моделі 3210. Дрон отримав вдосконалені характеристики, що дозволяють йому ефективно працювати в умовах динамічного бою.

Besomar 3210-N має на борту тепловізійну камеру, що дозволяє ефективно виявляти цілі в умовах поганої видимості — вночі, в тумані чи через дим.